# Antrobótica
A antrobótica é a ciência de desenvolver e estudar robôs que são inteiramente ou de alguma forma humanos.
O termo antrobótica foi originalmente cunhado por Mark Rosheim em um artigo intitulado "Design of An Omnidirectional Arm" apresentado na Conferência Internacional IEEE sobre Robótica e Automação, 13-18 de maio de 1990, pp. 2162–2167. Rosheim diz que derivou o termo de "...Antropomórfico e Robótica para distinguir a nova geração de robôs hábeis de seus ancestrais robôs industriais simples". A palavra ganhou maior reconhecimento como resultado de seu uso no título do livro subsequente de Rosheim, Robot Evolution: The Development of Anthrobotics, que se concentrava em fac-símiles de habilidades e atributos físicos e psicológicos humanos.
No entanto, foi proposta uma definição mais ampla do termo antrobótico, em que o significado é derivado da antropologia e não do antropomórfico. Esse uso inclui robôs que respondem à entrada de maneira humana, em vez de simplesmente imitar as ações humanas, portanto, teoricamente, sendo capazes de responder com mais flexibilidade ou se adaptar a circunstâncias imprevistas. Essa definição expandida também abrange robôs situados em ambientes sociais com a capacidade de responder a esses ambientes adequadamente, como robôs de insetos, animais de estimação robóticos e similares.
A antrobótica agora é ensinada em algumas universidades, incentivando os alunos não apenas a projetar e construir robôs para ambientes além das aplicações industriais atuais, mas também a especular sobre o futuro da robótica que está incorporada no mundo em geral, como telefones celulares e computadores estão hoje. Em 2016, o filósofo Luis de Miranda criou o Anthrobotics Cluster na Universidade de Edimburgo, “uma plataforma de pesquisa interdisciplinar que busca investigar algumas das maiores questões que precisarão ser respondidas" sobre a relação entre humanos, robôs e sistemas inteligentes e "um think tank sobre a disseminação social da robótica, e também como a automação faz parte da definição do que os humanos sempre foram" para explorar a relação simbiótica entre humanos e protocolos automatizados.